# 中村智夏
中村 智夏（なかむら ちなつ）は、日本のタレント・リポーター。兵庫県出身。血液型はA型。元パートナーズ・プロ所属。

## 出演番組

### 過去
- トレセンTIME（グリーンチャンネル、毎週木曜23:00 - 24:00、2007年1月 - 2007年12月出演）
日本中央競馬会 (JRA) 栗東トレーニングセンターのリポートを担当。武豊などの競馬関係者にインタビューするなど、中村にとっては競馬との接点だけでなく、リポーターとしての基礎を作った番組。また平田修厩舎で直にベッラレイアと対面し好きになっただけでなく、中村の将来にも大きな転機となった仕事だった。
- 中央競馬中継（グリーンチャンネル）
京都競馬場、または阪神競馬場のパドック進行を務めていた。不定期の出演。

## その他
- 普通自動車免許だけでなく、日本和装総合協会着物着付師師範、美容師免許を持っている。
- レースクイーンをしていたが、トレセンTIMEの出演を機に事務所を現在のパートナーズ・プロに移籍し、本格的にリポーターの道を歩み出していた。
- レースクイーン時代からの仲間とは今でも仲が良く、特に天野あいとは大の仲良し。
- 特技は着物着付けと、関節鳴らし。
- Perfumeのファン。特に好きな曲はチョコレイト・ディスコ。
- ゲーム好き。とくにドラゴンクエストシリーズが好き。
- 好きな馬はベッラレイア。トレセンTIMEに出演していたとき、平田修厩舎で直に対面したのがきっかけ。
- 2007年春の天皇賞では、3連単30万6390円を的中。グリーンチャンネルのキャスター陣の中にも、これだけの高額配当を当てた人間は皆無に等しい。だが、その年の七夕の短冊には「100万馬券 当たりますように☆ ちなつ」と書くなど、さらに上の配当を狙っていく姿勢をみせた。
- 2008年の菊花賞では、馬連1万7820円を的中。優勝したオウケンブルースリはもちろん、当時15番人気で2着のフローテーションも含めた4頭の馬連ボックス馬券だった（残り2頭はミッキーチアフルとダイシンプラン）。さらに翌週の天皇賞（秋）でも馬連550円を当てた。
- 2008年10月4日、グリーンチャンネルの中央競馬中継WESTで関西パドック進行としてデビュー。重賞レースのシリウスステークスで進行を務めた。
- 2009年5月3日、京都競馬場のウイナーズサークルで特別レース（春の天皇賞をのぞく）の勝利騎手インタビューを務めた。